# Spongilla prespensis
Spongilla prespensis är en svampdjursart som beskrevs av Hadzische 1953. Spongilla prespensis ingår i släktet Spongilla och familjen Spongillidae. Inga underarter finns listade i Catalogue of Life.